# 2016年のJリーグチャンピオンシップ
- 日本プロサッカーリーグ  >  J1リーグ  >  2016年のJ1リーグ  > 2016年のJリーグチャンピオンシップ
- 2016年のスポーツ  >  2016年のサッカー  >  2016年のJリーグ  >  2016年のJ1リーグ  > 2016年のJリーグチャンピオンシップ

2016年のJリーグチャンピオンシップは、2016明治安田生命J1リーグの年間優勝を決定するために開催されるJリーグチャンピオンシップである。

## 概要
前年に続き明治安田生命保険が冠スポンサーとして特別協賛し、「明治安田生命2016Jリーグチャンピオンシップ」（明治安田生命 2016 J.League Championship , MEIJI YASUDA 2016 J.LEAGUE CHAMPIONSHIP）として開催された。
この年は2015年大会の実施実績を踏まえて組み合わせと試合方式に一部見直しが図られ、完全決着方式（延長戦→PK戦）をやめ、1回戦・準決勝は90分で引き分けの場合「年間順位上位チームの進出」、決勝は2試合の「総得点（得失点差）」「アウェーゴール数」で同点の場合は「年間順位上位チームの優勝」とすることになった。また、本大会では各試合ごとに「マン・オブ・ザ・マッチ」(MOM) を、大会を通じての「MVP」を表彰することが発表されている。
なお、翌年度からはJ1を1ステージ制（ホーム・アンド・アウェー方式の総当たりリーグ戦）に戻すことが理事会で確認されているため、チャンピオンシップとしてはひとまず最後の大会となる。

## 組み合わせ
チャンピオンシップに進出するクラブは「各ステージの優勝クラブ」および「年間勝ち点順位上位3クラブ」の最大5クラブであり、これに該当するクラブは2ndステージ最終節の結果をもって以下の通りとなった。
- 年間勝ち点1位 - 浦和レッズ
- 年間勝ち点2位 - 川崎フロンターレ
- 年間勝ち点3位 - 鹿島アントラーズ
- 1stステージ優勝 - 鹿島アントラーズ
- 2ndステージ優勝 - 浦和レッズ

年間勝ち点1位・3位チームとステージ優勝が重複したため3チームでの争いとなり、レギュレーションにより年間勝ち点1位の浦和がシードとなりホーム・アンド・アウェー方式で行われる決勝への進出が決定。準決勝は川崎と鹿島が、年間勝ち点順位上位の川崎のホームで戦うことになった。
これにより、11月6日に予定された1回戦は行われず、準決勝・決勝の対戦カード・日程は以下の通りとなった。
- 準決勝：11月23日・川崎フロンターレ vs 鹿島アントラーズ（等々力陸上競技場）
- 決勝第1戦：11月29日・準決勝の勝者 vs 浦和レッズ（準決勝勝者のホームスタジアム＝等々力陸上競技場 or 県立カシマサッカースタジアム）
- 決勝第2戦：12月3日・浦和レッズ vs 準決勝の勝者（埼玉スタジアム2002）

## 準決勝
最終節で年間勝ち点1位を逃し、CS前に風間八宏監督の退任を発表、FW大久保嘉人も退団を示唆していた川崎と、リーグ終盤4連敗で失速し2ndステージ11位に低迷した鹿島の対戦は、川崎がFW小林悠とMF大島僚太、鹿島がMF柴崎岳を共に負傷で欠く満身創痍の中での対決となった。
試合開始から攻勢を強めるホーム川崎だったが、前半19分に1トップで出場した川崎FW長谷川竜也が鹿島DF陣の裏へ抜け出す動きのさなかで左太もも裏を負傷。左股関節痛のためベンチスタートとなったMF中村憲剛が急遽出場する。前線で守備と裏への抜け出しに貢献していた長谷川の負傷交代と、結果的に2列目にいたFW大久保を1トップにあげざるを得なくなった為に運動量が落ちたことは、結果的に川崎にとって大きな痛手となった。決勝進出のためには勝利が必要だった鹿島だったが、しっかりと守備を固めてカウンターを狙うスタイルを保ち、一進一退の攻防を繰り返しながら前半を終える。
迎えた後半早々の5分、鹿島が左サイドから少しずつ攻め上がると、DF山本脩斗が上げたクロスボールにFW金崎夢生が川崎DFエドゥアルドの前に入り込んで頭で合わせ、鹿島が先制点を挙げる。同点に追いつけばレギュレーションにより決勝進出となる川崎だったが、敵陣でボールを回すものの、それまでの攻撃力の鍵となっていた「守備のずれ」を作り出すことが出来ず、逆に鹿島は選手間の距離を近くして川崎が使える中央のスペースを消して決定機をなかなか許さない。後半22分に川崎はDF板倉滉に替えてFW森本貴幸を投入しパワープレーに転じるが、逆に“跳ね返す守備”に割り切ることの出来た鹿島の術中にはまる形となり、最後まで鹿島のゴールをこじ開けることが出来ず試合終了。鹿島が“らしさ”を見せて川崎を破り、決勝進出を決めた。川崎はまたも初タイトルを逃す結果となった。

| 2016年11月23日 14:00 |

| 川崎フロンターレ | 0 - 1    | 鹿島アントラーズ |
|                  | 公式記録 | 金崎夢生 50分    |

| 等々力陸上競技場 観客数: 24,209人 主審: 村上伸次 |

- MOM：金崎夢生[9]

## 決勝

### 第1戦
第1戦は平日夜の鹿島ホームでの試合ということもあってか、またチケット販売開始が直前となったこともあってか、観客動員は4万人収容のスタジアムに対して23000人あまり（リーグ戦に当てはめた場合5番目の観客動員数）と、リーグタイトルを争う試合としてはやや空席の目立つ中での試合となった。
この試合、10年振りのリーグタイトルを狙う浦和は森脇良太・遠藤航・槙野智章の3バックがビルドアップに参加するリーグ戦での攻撃スタイルを採用せず、敢えて「相手の嫌がることをやろう」（森脇談）と守備重視で勝負にこだわる姿勢を見せる。このためか、両チームとも積極的に先取点を奪いに行くもののなかなか最終局面に持ち込めず、前半で決定機と呼べそうな場面は44分にFW興梠慎三が落としたボールからの攻撃でMF武藤雄樹が右足を振り抜き、これを鹿島GK曽ヶ端準が左手1本で弾き出した程度で、前半のシュートは浦和2本、鹿島0本にとどまった。
迎えた後半11分、浦和MF柏木陽介の放ったクロスにあわせに行ったFW興梠がペナルティエリア内で鹿島DF西大伍に体当たりで倒され、主審の家本政明はPKの判定を下す。これを浦和MF阿部勇樹が落ち着いてゴール中央に決めて、浦和が先制点を挙げる。追う展開となった鹿島はMF中村充孝に替えて故障明けのMF柴崎岳を投入、さらにFWファブリシオも投入し前線を厚くして必死の反撃を試みるが、守備を固めた浦和の守りを崩しきれず、浦和が貴重なアウェーでの勝利を挙げた。

| 2016年11月29日 19:25 |

| 鹿島アントラーズ | 0 - 1    | 浦和レッズ         |
|                  | 公式記録 | 阿部勇樹 57分 (PK) |

| 県立カシマサッカースタジアム 観客数: 23,074人 主審: 家本政明 |

- MOM：阿部勇樹[14]

### 第2戦
満員の浦和ホーム・埼玉スタジアムで迎えた第2戦は前半7分、この試合で先発起用された浦和MF高木俊幸が右サイドを突破しクロスを上げると、ゴール前でフリーになったFW興梠慎三がダイレクトボレーを決めて浦和が先制し、浦和がさらに有利な状況になったかに思われた。しかし鹿島は年間優勝のためには、この試合で点差は関係なく2得点以上での勝利が必要のため（1-0の勝利では年間順位上位の浦和が優勝となる）、鹿島にとっては1失点しても置かれた状況に大きな変化はなく、その後も冷静な試合運びに徹し虎視眈々と反撃の機会をうかがった。すると前半40分、鹿島はDFファン・ソッコのロングフィードに反応したMF遠藤康が右サイドを駆け上がってクロスを送ると、FW金崎夢生がダイビングヘッドでネットを揺らし、この試合のスコアを1-1として前半を終えた。
後半に入ると、浦和がMF青木拓矢、MF駒井善成、FWズラタンと攻撃力をさらに上げるための選手を投入したのに対し、鹿島は後半13分にFW鈴木優磨を、さらに後半28分には浦和の3枚目の交代を見極めた上で、監督の石井正忠曰く「守備の部分で運動量が落ちてきている」キャプテンMF小笠原満男を下げて「少しバテて来ているように見えた」浦和の左サイドを明確に突くべく右SBの伊東幸敏を投入して攻勢を強める。するとこの采配が功を奏し、後半33分、カウンターから浦和DF陣の裏に抜け出した鹿島FW鈴木を追った浦和DF槙野智章がペナルティエリア内で後方から倒してしまいPKの判定。PKを獲得した鈴木がキッカーを要求するも、それを“強引に抑えた”FW金崎がこれをきっちり決めて逆転に成功する。これで一気に形勢が逆転した鹿島に対し、浦和はFWズラタンと前線に上げたDF槙野との急造2トップでパワープレーに転じるが、鹿島が「守備のところで対応が遅れていた」（石井談）途中出場のFW鈴木を下げて守備力のあるFW赤崎秀平を投入してこれをしのぎきり、2-1で試合終了。「クラブ全体がもつタイトル獲得へ向けての執着心」（石井談）で勝った鹿島がアウェーゴールの差で年間勝ち点3位からの“下克上”優勝を果たした。
| 2016年12月3日 19:35 |

| 浦和レッズ   | 1 - 2    | 鹿島アントラーズ         |
| 興梠慎三 7分 | 公式記録 | 金崎夢生 40分, 79分 (PK) |

| 埼玉スタジアム2002 観客数: 59,837人 主審: 佐藤隆治 |

- MOM/MVP：金崎夢生[22]

## トーナメント表
|  | 準決勝（11月23日・等々力）              | 準決勝（11月23日・等々力）              | 準決勝（11月23日・等々力） |  |  | 決勝（11月29日・カシマ / 12月3日・埼玉） | 決勝（11月29日・カシマ / 12月3日・埼玉） | 決勝（11月29日・カシマ / 12月3日・埼玉） | 決勝（11月29日・カシマ / 12月3日・埼玉） | 決勝（11月29日・カシマ / 12月3日・埼玉） |
|  |                                         |                                         |                            |  |  |                                          |                                          |                                          |                                          |                                          |
|  |                                         |                                         |                            |  |  | 浦和レッズ（年間勝点1位・2nd1位）        | 浦和レッズ（年間勝点1位・2nd1位）        | 1                                        | 1                                        | 2                                        |
|  | 川崎フロンターレ（年間勝点2位）         | 川崎フロンターレ（年間勝点2位）         | 0                          |  |  | 鹿島アントラーズ (a)                     | 鹿島アントラーズ (a)                     | 0                                        | 2                                        | 2                                        |
|  | 鹿島アントラーズ（年間勝点3位・1st1位） | 鹿島アントラーズ（年間勝点3位・1st1位） | 1                          |  |  |                                          |                                          |                                          |                                          |                                          |